# Alexander Wassiljewitsch Priwalow
Alexander Wassiljewitsch Priwalow (russisch Александр Васильевич Привалов; * 6. August 1933 in Pjatniza, Rajon Solnetschnogorsk, Oblast Moskau; tot aufgefunden am 19. Mai 2021) war ein sowjetischer Biathlet.
Priwalow lernte bei seinem Eintritt in die Armee die Militärpatrouille kennen; dieser Wettbewerb gehörte dort zu den üblichen Sportwettbewerben. Er hatte als Jugendlicher Langlauf betrieben, war vom Schießsport begeistert und begann als 23-Jähriger mit der noch jungen Sportart Biathlon. Er startete für Dynamo Moskau und wog zu seiner Aktivenzeit 85 kg bei einer Körpergröße von 1,83 m. Schon bei seinem ersten Wettkampf wurde er nach nur zwei Schießfehlern Zweiter. Er qualifizierte sich für die Sbornaja und nahm an der Biathlon-Weltmeisterschaft 1959 in Courmayeur teil. Beim Sieg von Wladimir Melanin wurde er Elfter. Erfolgreicher war Priwalow im Jahr darauf. Er gewann die Bronzemedaille bei der Premiere des Biathlonsports bei den Olympischen Winterspielen 1960 in Squaw Valley. Dank seiner Stärke im Schießen wurde er Bester des sowjetischen Quartetts hinter Olympiasieger Klas Lestander und Antti Tyrväinen und gewann die erste sowjetische Biathlon-Medaille. 1961 gewann Priwalow zwei Silbermedaillen bei der Weltmeisterschaft. Er wurde im Einzel von Kalevi Huuskonen geschlagen und war gemeinsam mit Walentin Pschenizyn und Dmitri Sokolow auch Zweiter beim noch inoffiziellen Staffelwettbewerb hinter den Finnen.
Noch mehr profitierte er von seiner Schießstärke bei den Olympischen Winterspielen 1964 in Innsbruck. Obwohl er unter 46 Teilnehmern nur die 16. Laufzeit erzielte, gewann er dank fehlerfreier Schießleistung die Silbermedaille hinter seinem ebenfalls fehlerfrei gebliebenen Mannschaftskameraden Wladimir Melanin und verwies Olav Jordet auf Platz drei.
Priwalow wurde UdSSR-Meister im Einzel 1960, 1961 (fraglich), 1964 und 1965 sowie 1966 mit der Staffel. Nach dem Ende seiner Karriere schloss er eine Ausbildung am Moskauer Institut für Körperkultur und Sport ab und wurde Trainer. Ab 1966 trainierte er zunächst die sowjetische, später die russische Mannschaft. Bei den Olympischen Spielen 1968, 1972 1976 und 1980 fungierte er als verantwortlicher Trainer der Sowjetunion, 1994 war er für die russische Frauenmannschaft verantwortlich. Priwalow war verheiratet mit Jelena Priwalowa und hatte zwei Kinder.
Im Mai 2021 war Priwalow zu einer geplanten Untersuchung im Krankenhaus und wurde am 17. Mai entlassen. Ab dem Abend des Entlassungstages reagierte er nicht auf Anrufe und auch keiner seiner Verwandten war in der Nähe. Als am 19. Mai die Wohnungstür geöffnet wurde, wurde Priwalow tot aufgefunden.